# متیسازون
متیسازون (به انگلیسی: Methisazone) با فرمول شیمیایی C۱۰H۱۰N۴OS یک ترکیب شیمیایی با شناسه پاب‌کم ۶۸۶۱۵۶۳ است. که جرم مولی آن 234.28 g/mol می‌باشد. 